# Wilhelm Rubiner
Wilhelm Rubiner (* 11. Juli 1851 in Stanislau; † 3. November 1925 in Berlin) war ein Schriftsteller in Berlin.

## Leben
Er stammte aus einer ostjüdischen Familie in Galizien. Der Vater Aron Rubiner war Kaufmann in Stanislau mit der Firma A. Rubiner mindestens bis 1860. Die Mutter hieß Ides. Die Familie siedelte später nach Wien über.
Wilhelm Rubiner lebte seit den 1880er Jahren in Berlin. Dort verfasste er Bücher und schrieb für Zeitungen Feuilletons.
Wilhelm Rubiner war seit 1880 mit der aus Wien stammenden Betty (Barbara) Rubiner geb. Bernauer (1853–1936) verheiratet. Ihr Sohn Ludwig Rubiner wurde ebenfalls Schriftsteller.

## Publikationen
Wilhelm Rubiner schrieb vor allem Abenteuerberichte und Kriminalromane, meist unter dem Pseudonym Gerhard Stein.
- Abenteuer in den deutschen Kolonien Afrikas und der Südsee. Fahrten und Abenteuer, Land und Leute; mit 4 Bildern in Farbendruck, 1888
- Unser Fritz in Spanien und im Morgenlande. Reisen des Deutschen Kronprinzen Friedrich Wilhelm; reich illustrirt mit 4 Aquarellen, 4 ganzseitigen Holzschnitten, und zahlreichen Bildern im Texte, 1889
- Der Nord-Ostsee-Kanal und seine Bedeutung. Eine Schilderung des Nord-Ostsee-Kanals und seiner landschaftlichen Umgebung, 1895
- Die Reichshauptstadt wie sie wurde und wie sie ist. Schilderungen in Wort und Bild, 1896
- Im Fluge durch die Welt. Photographische Aufnahmen der hervorragendsten Städte, Gegenden und Kunstwerke von Europa, Asien, Afrika, Australien, Nord- u. Süd-Amerika. Hrsg. von John L. Stoddard, 1899

- Ein sonderbarer Fall. Kriminal-Geschichte von Gerhard Stein. Mit Illustrationen von W. Roegge, 1900
- Die Freunde. Eine Kleinstadtgeschichte von Gerhard Stein, 1900
- Das Bild. Eine Liebesgeschichte von Gerhard Stein. Mit Illustrationen. von A. Lewin, 1909
- Der Diamantenmacher, Roman, 1910
- Das Rätsel des ′Roten Löwen′. Roman, 1912, 1913
- Das hohe Ziel, Roman 1913
- Das Jugendwunder. Roman von Wilhelm Rubiner, 1916, Science-Fiction-Roman
- Die Perlen der ägyptischen Prinzessin. Von Gerhard Stein, 1918
- Millionenkompagnie. Kriminalroman, 1923